# Fernando Morales
Fernando Javier Morales López (San Juan, 4 febbraio 1982) è un allenatore di pallavolo ed ex pallavolista portoricano, nel ruolo di palleggiatore, allenatore della Evansville e della nazionale sudcoreana femminile.

## Biografia
Proviene da una famiglia di sportivi: suo padre è Mario Morales, ex cestista al quale è dedicato il palazzetto dello sport di Guaynabo, il Coliseo Mario Morales, mentre sua madre è l'ex pallavolista María López.

## Carriera

### Giocatore

#### Club
La carriera di Fernando Morales inizia nella stagione 2000, quando debutta nella Liga de Voleibol Superior Masculino coi Playeros de San Juan, che lascia già nella stagione seguente, andando a giocare per due annate coi Caribes de San Sebastián. Nel campionato 2003 inizia una militanza di tre annate coi Criollos de Caguas, nel mezzo della quale ha anche una esperienza in Spagna per la Superliga 2004-05, giocando col Málaga.
Dopo aver giocato la LVSM 2006 coi Patriotas de Lares, per la stagione 2006-07 approda nella 1. Bundesliga austriaca col Tirol di Innsbruck, mentre nella stagione successiva difende i colori del Gazélec Ajaccio, nella Pro A francese.
Ritorna in Porto Rico per la stagione 2008, quando giocando coi Plataneros de Corozal vince il suo primo scudetto, venendo anche eletto MVP della Regular season e miglior palleggiatore. Nel campionato 2008-09 è nuovamente in Austria, difendendo i colori del Vienna hotVolleys e vincendo la Coppa d'Austria, ritornando poi ai Plataneros de Corozal per disputare la stagione 2009-10, aggiudicandosi nuovamente lo scudetto e venendo eletto nuovamente miglior palleggiatore, premio che gli viene assegnato anche nella stagione seguente.
Nel 2010 si reca a Cipro, difendendo per due stagioni i colori del Karavas, club col quale si aggiudica una Supercoppa cipriota ed uno scudetto. Dopo il ritorno ai Plataneros de Corozal nel campionato 2012-13, in quello seguente si reca in Russia, giocando in serie cadetta con lo Enisej di Krasnojarsk. Nella LVSM 2014 approda ai Mets de Guaynabo, giocando così nel palasport dedicato a suo padre e raggiungendo le finali scudetto; terminati gli impegni in Porto Rico, nel 2015 ritorna al Karavas per la seconda parte dell'annata, vincendo la Coppa di Cipro.
Nella stagione 2015 torna ad indossare la maglia dei Caribes de San Sebastián; conclusi gli impegni a Porto Rico, nei primi mesi del 2016 gioca in Libano col Bouchrieh. Nella stagione seguente torna a vestire i colori della franchigia di San Sebastián, raggiungendo le finali scudetto; al termine degli impegni in patria torna a giocare in Francia, difendendo i colori dell'Orange Nassau, in Ligue B per il resto dell'annata.
Nel campionato 2017 difende i colori dei Capitanes de Arecibo, tuttavia, dopo la cancellazione dell'annata, torna brevemente a giocare a Cipro per il Karavas, prima di firmare col Pamvochaïkos, nella Volley League greca, per il resto della stagione 2017-18; al termine dell'annata si ritira dalla pallavolo giocata.
Torna brevemente in campo per la seconda parte della Liga de Voleibol Superior Masculino 2018, vestendo nuovamente la maglia dei Mets de Guaynabo e conquistando lo scudetto.

#### Nazionale
Fa parte della nazionale portoricana Under-21 che conquista la medaglia d'argento al campionato nordamericano 2000.
Nel 2001 riceve le prime convocazioni in nazionale maggiore, con la quale in seguito dopo vince la medaglia d'oro ai XX Giochi centramericani e caraibici. Nel 2007 conquista l'argento prima alla Coppa Panamericana, venendo anche premiato come miglior palleggiatore del torneo, e poi al campionato nordamericano. 
Successivamente si aggiudica la medaglia di bronzo al campionato nordamericano 2009, seguita da un altro bronzo alla Coppa panamericana 2010 e dall'oro ai XXI Giochi centramericani e caraibici. Nel 2014 dà infine l'addio alla nazionale, vincendo la medaglia d'argento ai XXII Giochi centramericani e caraibici.

### Allenatore
Il 23 aprile 2018 riceve l'incarico di assistente allenatore alla Evansville, in NCAA Division I, venendo promosso nel ruolo di primo allenatore il 30 ottobre 2019. Parallelamente entra a far parte dello staff della nazionale portoricana femminile, ricevendo il 21 giugno 2019 l'incarico di assistente di José Mieles, dal quale eredita le redini della squadra il 25 ottobre 2020, quando viene nominato primo allenatore dalla FPV: conquista la sua prima medaglia al campionato nordamericano 2021, dove si aggiudica l'argento, mentre un anno dopo vince il bronzo alla NORCECA Final Four 2022, alla Volleyball Challenger Cup e alla NORCECA Final Six. Nel 2023 conquista l'oro alla NORCECA Final Four, seguito dall'argento ai XXIV Giochi centramericani e caraibici e alla Coppa panamericana.
Nel 2024 viene ingaggiato come allenatore della nazionale sudcoreana femminile.

## Palmarès

### Giocatore

#### Club
- Campionato portoricano: 3

2008, 2009-10, 2018
- Campionato cipriota: 1

2011-12
- Coppa d'Austria: 1

2008-09
- Coppa di Cipro: 1

2014-15
- Supercoppa cipriota: 1

2010

#### Nazionale (competizioni minori)
- Giochi centramericani e caraibici 2006
- Coppa Panamericana 2007
- Coppa Panamericana 2010
- Giochi centramericani e caraibici 2010
- Giochi centramericani e caraibici 2014

#### Premi individuali
- 2007 - Coppa Panamericana: Miglior palleggiatore
- 2008 - Liga de Voleibol Superior Masculino: MVP della Regular season
- 2008 - Liga de Voleibol Superior Masculino: Miglior palleggiatore
- 2009 - Coppa Panamericana: Miglior palleggiatore
- 2010 - Liga de Voleibol Superior Masculino: Miglior palleggiatore
- 2010 - Liga de Voleibol Superior Masculino: Miglior palleggiatore
- 2010 - Liga de Voleibol Superior Masculino: All-Star Team

### Allenatore

#### Nazionale (competizioni minori)
- NORCECA Final Four 2022
- Volleyball Challenger Cup 2022
- NORCECA Final Six 2022
- NORCECA Final Four 2023
- Giochi centramericani e caraibici 2023
- Coppa panamericana 2023